# هاري غرينديل ماثيوز
هاري غرينديل ماثيوز (بالإنجليزية: Harry Grindell-Matthews)‏ (17 مارس 1880 - 11 سبتمبر 1949) هو عالم بريطاني ومهندس كهربائي.

## روابط خارجية
- هاري غرينديل ماثيوز على موقع IMDb (الإنجليزية)